# GNU Savannah

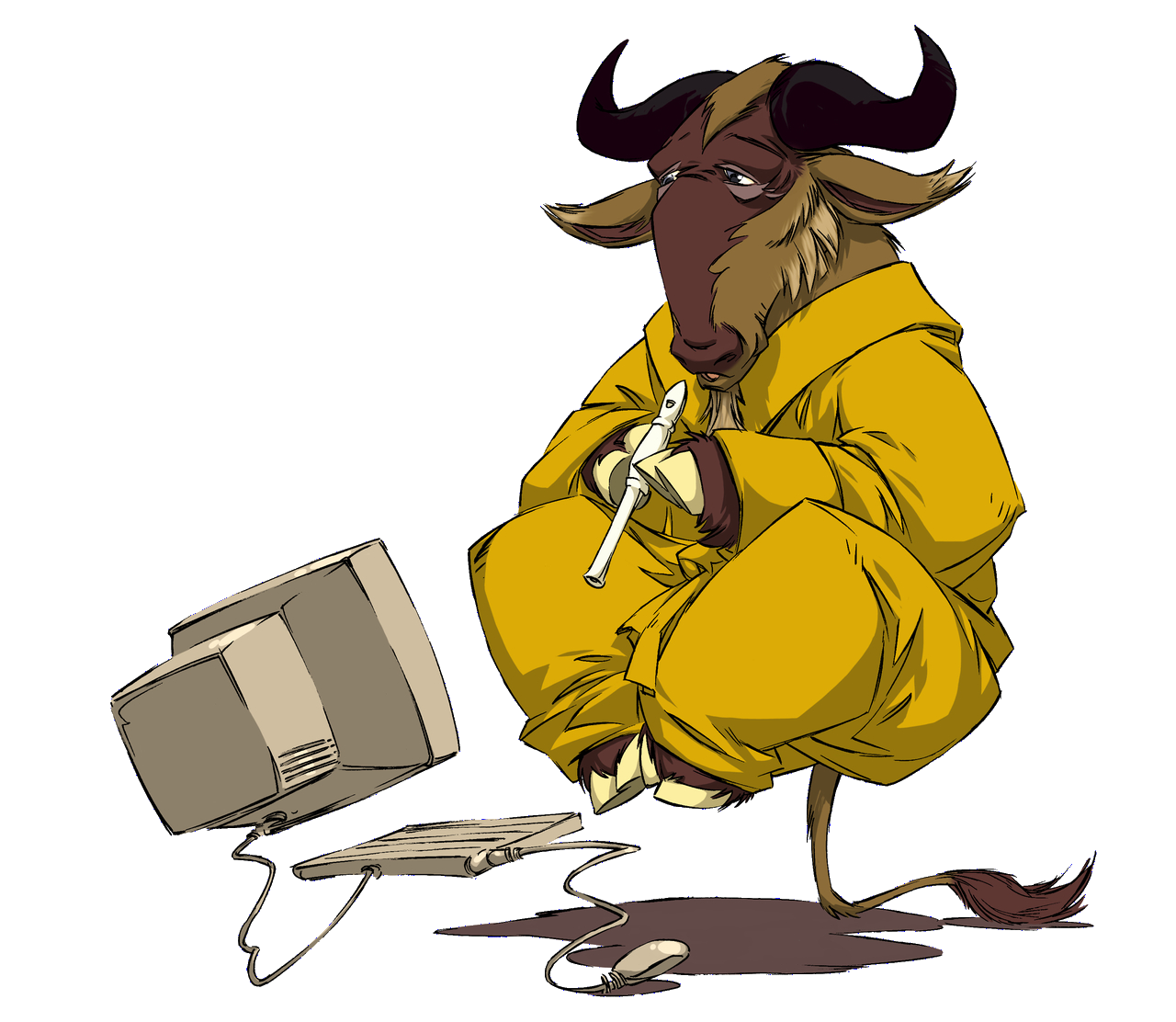
GNU Savannah的标志

GNU Savannah是自由软件基金会的一个子项目。它提供了一套合作软件发展管理系统，来帮助程序员开发自己的软件。Savannah现在提供CVS、邮件列表、网页寄存和bug跟踪服务。GNU Savannah上发布的所有软件都基于GNU通用公共许可证（GPL）或其它GNU许可证。